# Domnul Smith merge la Washington
Domnul Smith merge la Washington (engleză Mr. Smith Goes to Washington) este un cunoscut film american din 1939 în regia lui Frank Capra. A fost votat pe locul 29 în clasamentul celor mai bune 100 de filme, întocmit de Institutul American de Film în 1998.